# Evans Kangwa
Evans Kangwa (Kabwe, 21 giugno 1994) è un calciatore zambiano, attaccante dell'Abha e della nazionale zambiana.

## Palmarès

### Club

#### Competizioni nazionali
- Campionato zambiano di calcio: 1

Nkana: 2013

### Nazionale
- Coppa d'Africa: 1

2012